# Arapaçu-de-garganta-amarela
O arapaçu-de-garganta-amarela (nome científico: Xiphorhynchus guttatus) é uma ave passeriforme da família dos furnariídeos (Furnariidae) encontrada na América do Sul tropical no Escudo das Guianas e disjuntamente na Mata Atlântica setentrional. Antigamente, incluía o arapaçu-de-cacau e o arapaçu-de-lafresnaye como subespécies. Algumas autoridades mantêm a posição segundo a qual lafresnaye é uma subespécie do arapaçu-de-garganta-amarela, mas o grupo resultante é polifilético (ver Sistemática e evolução).

## Etimologia
Arapaçu, que compõe parte do seu nome popular, é uma designação comum para aves passeriformes das famílias dos dendrocolaptídeos (Dendrocolaptidae) e furnariídeos (Furnariidae). Originou-se no tupi arapa'su, que tem como sentido definido o nome destes pássaros. Seu primeiro registro ocorreu em 1949.

## Distribuição e habitat

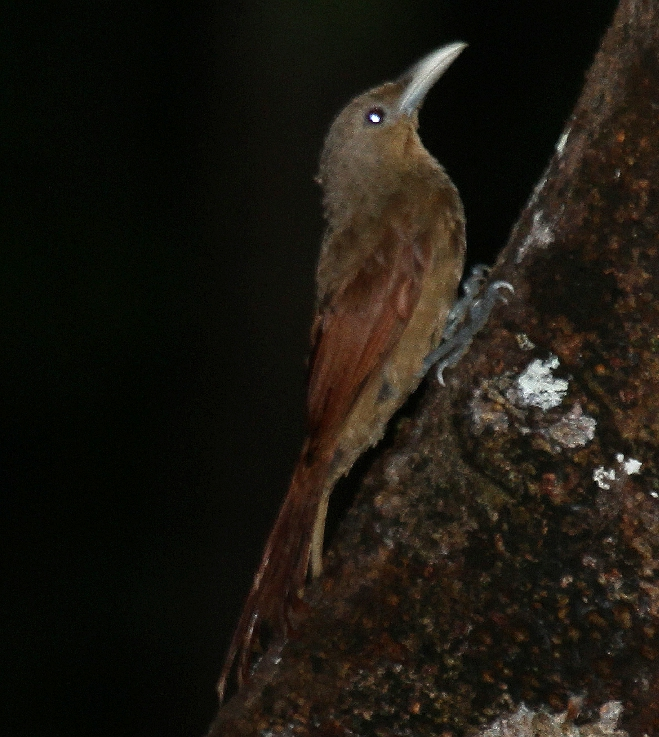
Espécime registrado no Peru

O arapaçu-de-garganta-amarela está distribuído em duas grandes áreas disjuntas, desde o leste da Colômbia, passando pela Venezuela, Guiana, Suriname, Guiana Francesa e nordeste da Amazônia brasileira; e em uma faixa costeira do leste do Brasil. Habita sobretudo florestas úmidas de várzea, embora as preferências de habitat variem geograficamente, e em algumas áreas também pode ser encontrada em florestas semidecíduas e de galeria, pântanos de palmeiras, cerrados, manguezais maduros, clareiras com árvores dispersas e plantações. É mais abundante abaixo de 900 metros, embora ocorra em pequeno número em altitudes elevadas, como na Venezuela onde pode ocorrer em até 2 400 metros de altitude.

## Ecologia
O arapaçu-de-garganta-amarela mede entre 22,5 e 29,5 centímetros de comprimento e pesa entre 49 e 74 gramas. Alimenta-se principalmente de artrópodes, mas também de pequenos vertebrados que recolhem bicando ou sondando fendas da casca, folhas mortas, aglomerados de musgo ou buracos. É um associado regular de bandos mistos que frequentam os níveis médios e subcopa.

## Conservação
O arapaçu-de-garganta-amarela foi avaliado na Lista Vermelha da União Internacional para a Conservação da Natureza como menos preocupante devido a sua ampla distribuição geográfica, apesar de estar com tendência de declínio populacional devido à perda de habitat. No Brasil, em 2005, foi classificado como criticamente em perigo na Lista de Espécies da Fauna Ameaçadas do Espírito Santo; e em 2018, como pouco preocupante no Lista Vermelha do Livro Vermelho da Fauna Brasileira Ameaçada de Extinção do Instituto Chico Mendes de Conservação da Biodiversidade (ICMBio).

## Sistemática e evolução
A espécie X. guttatus foi descrita pela primeira vez pelo naturalista alemão Martin Lichtenstein em 1820 sob o nome científico Dendrocolaptes guttatus; sem localidade tipo definida, assume-se: "Bahia, Brasil". O nome genérico masculino Xiphorhynchus é composto pelas palavras gregas ξιφος (xiphos), "espada", e ῥυγχος (rhunkhos), "bico"; que significa "com bico em forma de espada"; e o nome específico guttatus, vem do latim para "salpicado", "pontilhado".

### Taxonomia
A taxonomia é altamente complexa. O arapaçu-cacau (X. susurrans), uma espécie menor da América Central e do noroeste da América do Sul, foi anteriormente incluído nesta espécie, mas agora é normalmente considerado distinto. Dos táxons restantes, o grupo guttatoides de bico claro e listras amareladas (incluindo dorbignyanus) e o grupo eytoni de bico escuro e listras esbranquiçadas (incluindo vicinalis e gracilirostris) têm sido frequentemente considerados espécies separadas, como o arapaçu-de-lafresnaye (X. guttatoides) e o arapaçu-de-bico-escuro (X. eytoni). Embora visualmente muito diferentes, esses dois grupos são agora conhecidos por formar um único clado (combinados sob um "amplo" arapaçu-de-lafresnaye, X. guttatoides) separado do grupo nominal (guttatus, polystictus e connectens) de X. guttatus, que em vez disso está mais próximo de X. susurrans. A biogeografia e dados moleculares sugerem que a relação entre as subespécies e os táxons agora incluídos em X. guttatoides e X. susurrans merece mais estudos. Um estudo genético recente corrobora o exposto e serve de base, juntamente com as diferenças morfológicas e de vocalização mais sutis, às classificações Birds of the World (HBW) e BirdLife International (BLI) tratando X. guttatoides (incluindo o "grupo eytoni") como uma espécie separada. Outras classificações, como o Congresso Ornitológico Internacional (IOC) e Clements checklist/eBird ainda consideram o "grupo guttatus/guttatoides/eytoni" como uma única espécie.

#### Subespécies
De acordo com a classificação Birds of the World, três subespécies são reconhecidas, com sua distribuição geográfica correspondente:
- Xiphorhynchus guttatus polystictus (Salvin e Goodman, 1883) – bacia do rio Orinoco no leste da Colômbia (leste de Vichada) para o leste através do sul e leste da Venezuela (norte do Amazonas, Bolívar e sudoeste de Anzoátegui ao leste para Delta Amacuro), Guiana, Suriname e extremo norte do Brasil (Roraima); As populações da Guiana Francesa podem ser de connectens.
- Xiphorhynchus guttatus connectens (Todd, 1948) – nordeste da Amazônia brasileira, ao longo da margem norte do rio Amazonas, do leste de Manaus a leste até o Amapá.
- Xiphorhynchus guttatus guttatus (Lichtenstein, 1820) – áreas costeiras do leste do Brasil, do sudeste do Rio Grande do Norte e sul da Paraíba até o Espírito Santo; raramente registrado no Rio de Janeiro.